# Susan Neiman
Pour les articles homonymes, voir Neiman (homonymie).
Susan Neiman, née le 27 mars 1955 à Atlanta (capitale de l'État de Géorgie aux États-Unis) est une philosophe, commentatrice culturelle et essayiste américaine. Elle est l'auteure d'ouvrages faisant le lien entre la philosophie morale des Lumières et de la Haskala, la métaphysique et la politique, destinés aussi bien au public universitaire qu'au grand public. Elle vit depuis les années 2000 en Allemagne, où elle est directrice du Forum Einstein de Potsdam.
Sa pensée philosophique est essentiellement une interrogation sceptique devant le constat que la réalité telle qu'elle est n'est pas celle qu'elle devrait être selon les espoirs ou attentes, les idéaux de justice sociale et de raison de l'humanité. Politiquement engagée dès l'adolescence, elle prend d'abord position avec véhémence contre l'action des États-Unis au Viêt Nam, puis contre la guerre d'Irak de l'administration Bush, ultérieurement en tant que collaboratrice électorale de Barack Obama. Sa revendication philosophique de « clarté morale » vise à rendre les questions d'éthique traditionnelles, légitimes, à nouveau fécondes pour la pensée et l'action politique de la gauche, c'est-à-dire à ne pas les abandonner à l'appropriation conservatrice et à la souveraineté interprétative de la droite, ni aux essentialisations auxquelles procèdent aujourd’hui certains mouvements idéologiques se réclamant de gauche.

## Biographie
Née au sein d'une famille juive ashkénaze de la classe moyenne américaine, sa jeunesse et sa scolarité se déroulent dans sa ville natale d’Atlanta, en Géorgie. Adolescente, elle est particulièrement marquée par la lecture d'œuvres anarchistes, notamment de celles de Paul Goodman. Elle abandonne temporairement ses études secondaires au lycée pour rejoindre le mouvement d'opposition à la guerre du Viêt Nam. Plus tard, elle étudie la philosophie à l'université Harvard où elle obtient, en 1986, son doctorat de philosophie politique sous la direction de John Rawls (1921-2002) et Stanley Cavell (1926-2018). Elle poursuit ses études supérieures à l'Université libre de Berlin, où elle passe plusieurs années.
Son premier livre, Slow Fire, paru en 1992, relate sa réémigration choisie des États-Unis vers l'Allemagne et les premières années de sa vie de jeune femme juive dans le Berlin socialiste et libéral des années 1980. De 1989 à 1996, elle est assistante et professeure associée de philosophie à l'université Yale, et de 1996 à 2000, professeure associée de philosophie à l'université de Tel-Aviv. En 2000, elle devient la directrice du Forum Einstein à Potsdam. Elle est mariée au psychanalyste Felix de Mendelssohn, décédé en 2016, et mère de trois enfants.
Susan Neiman a été membre de l'Institute for Advanced Study de Princeton (New Jersey), chercheuse au centre d'études de la Rockefeller Foundation à Bellagio et Senior Fellow de l' American Council of Learned Societies. Elle est aujourd'hui membre de l'académie des sciences de Berlin-Brandebourg. Ses livres ont remporté des prix du PEN International, de l' Association of American Publishers et de l' American Academy of Religion. Ses articles plus courts ont été publiés dans le New York Times, le Boston Globe, le Globe and Mail et la revue Dissent. En Allemagne, elle contribue, entre autres à Die Zeit, au Frankfurter Allgemeine Zeitung et au Freitag.
Susan Neiman appartient au petit nombre des femmes ayant acquis une notoriété en philosophie, discipline à majorité masculine,,.

## Principaux travaux
Les ouvrages de Susan Neiman sont traduits en français dans la maison d'édition Premier Parallèle.

### Penser le mal
| Peinture du visage d'un homme portant une perruque en vue plongeante de trois quart gauche |  | Photographie en noir et blanc d'une femme au regard pensif, la tête appuyée sur la main gauche vue de trois quarts droit |
| Emmanuel Kant influence la vision du mal de Susan Neiman.                                  |  | Hannah Arendt est une autre influence éthique majeure de Susan Neiman.                                                   |

Evil in Modern Thought (Penser le mal, Premier Parallèle, 2022) décrit l'histoire de la philosophie moderne et la modernité politique européenne comme une série de réponses à l'existence du mal : celui-ci, que ce soit sous la forme d'une cause naturelle infligeant la souffrance à des innocents ou d'une action humaine qui le provoque intentionnellement, « menace notre sens du sens du monde » (« threatens our sense of the sense of the world »). Selon Susan Neiman, le problème du mal fournit un meilleur cadre que l'épistémologie pour comprendre l'histoire de la philosophie parce qu'il comprend un plus large éventail de textes, forme un lien entre la métaphysique et l'éthique et est plus fidèle aux préoccupations déclarées des philosophes. Le mal, en défiant l'intelligibilité du monde dans son ensemble, serait donc à la base de toute recherche philosophique.
Ce livre explore la période allant du début des Lumières et de la Haskala juive à la fin du XXe siècle à travers des discussions sur des philosophes qui figurent souvent dans les histoires traditionnelles de la philosophie, tels que Leibniz, Kant, Hegel, Nietzsche et Schopenhauer et d'autres, comme Pierre Bayle, Sigmund Freud, Albert Camus, Emmanuel Lévinas et Hannah Arendt. Neiman regroupe les penseurs autour de deux distinctions fondamentales : la première entre ceux qui croient en un ordre directeur au-delà des apparences et ceux qui pensent que l'expérience sensorielle est tout ce dont nous disposons pour nous orienter ; la seconde entre ceux qui croient qu'il faut essayer de comprendre le mal et ceux qui soutiennent que cela serait immoral au motif que toute explication du mal équivaudrait à sa justification.

### Moral Clarity
Dans Moral Clarity, (Clarté morale, non traduit en français) Susan Neiman soutient que tous les êtres humains ont des besoins moraux, mais que la culture laïque, en particulier dans la gauche politique, est réticente ou incapable de les satisfaire et, par conséquent, a laissé le domaine de la morale à la religion et aux conservateurs traditionnels. Elle attribue cet échec non pas à un manque de valeurs mais à un « manque de point de vue à partir duquel ces valeurs ont un sens » (« lack of a standpoint from which those values make sense »). Cet ouvrage explore les raisons pour lesquelles il en est ainsi et propose un nouveau cadre de pensée morale basé sur les idées des Lumières, en particulier celles de Kant et de Rousseau, qui ne reposent ni sur l'autorité divine ni sur une idéologie autoritaire.

### Grandir
Dans Why Grow Up ? (Grandir, Premier Parallèle, 2021), Susan Neiman reprend la thèse de Paul Goodman et dénonce l'infantilisation qui, selon elle, s'est répandue dans la société moderne, notamment anglo-saxonne. Elle suggère que « les forces qui façonnent notre monde » (« the forces that shape our world ») encouragent le consumérisme, l'apathie, le cynisme et la fétichisation de la beauté et de la jeunesse afin de garder les citoyens passifs et dociles. Ces forces, pense-t-elle, s'appuieraient sur une conception de l'âge adulte selon laquelle celui-ci serait synonyme de pénibilité, de résignation et de déclin inévitable.
Neiman plaide en faveur d'un idéal de l'âge adulte qui implique d'exercer son jugement, de comprendre sa propre culture en s'immergeant dans celle d'autrui, de façonner activement la société et de chercher une orientation face à l'incertitude. Comme dans Moral Clarity, Neiman s'appuie sur les travaux de Kant, Rousseau, Arendt et d'autres philosophes pour plaider en faveur d'un concept de maturité dans lequel penser de manière critique ne signifie pas abandonner ses idéaux.

### Learning from the Germans
Learning from the Germans (Apprendre des Allemands, non traduit en français) examine les efforts allemands pour expier les atrocités nazies et identifie les leçons sur la façon dont les États-Unis pourraient accepter leur héritage d'esclavage et de racisme. Ce livre rassemble des analyses historiques et philosophiques; des entretiens avec des politiciens, des militants et des témoins contemporains en Allemagne et aux États-Unis ; et les propres observations à la première personne de Neiman en tant que femme blanche grandissant dans le Sud et de femme juive qui vit depuis près de trois décennies à Berlin.

## Distinctions

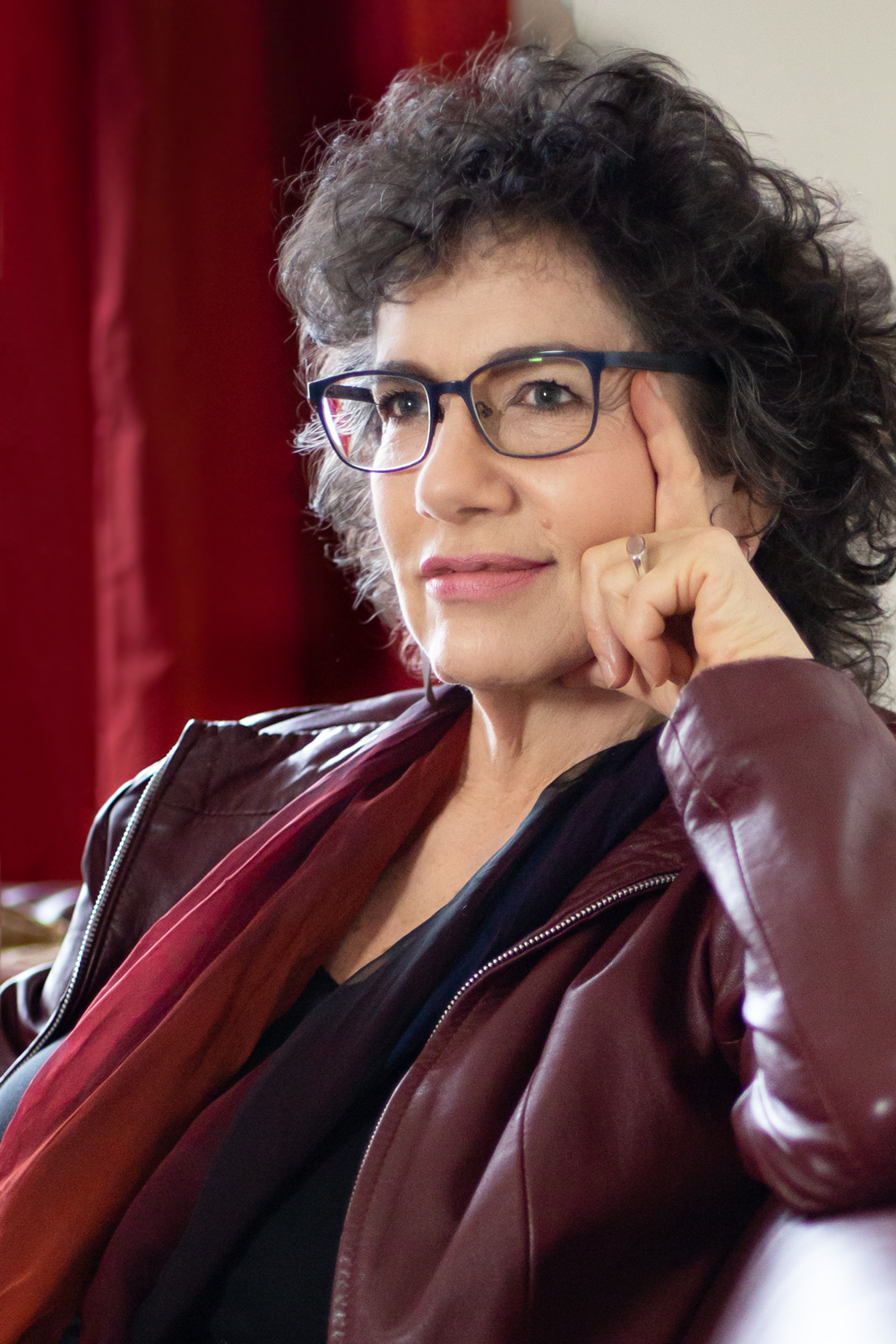
Susan Neiman, photographiée en 2019.

En 2014, Neiman reçoit le prix international Spinoza et un doctorat Honoris causa de l'université de Saint-Gall. Elle a donné les conférences Tanner sur les valeurs humaines à l'université du Michigan en 2010.
En 2018, elle est élue à l'American Philosophical Society  se voit décerner la médaille Lucius D. Clay pour ses contributions aux relations germano-américaines.